# 虞卿
虞卿（？—？），名信，卿为官职，中國東周戰國時期人物，曾任趙國宰相。著书八篇，即《虞氏春秋》。

## 生平
遊說趙孝成王成功，成為上卿。長平會戰時，建議趙王出使楚魏，說秦國顧慮，但趙王用樓昌的建議，派使者到秦國求和，結果求和不成，楚魏又不肯援手，趙國在長平大敗。秦軍撤退，虞卿建議不要再割地給秦國，因秦軍已疲，不應把秦國無力搶奪的土地送給她，但樓緩則極力建議趙國割地；虞卿則指出樓緩的說法，根本已經是秦國的說客了，最後趙王相信虞卿建議，把「六國城」割給齊國，秦國得知，亦馬上派使者到趙國講和。
后因魏國宰相魏齐早年得罪過秦国宰相范睢，被秦王追索，逃到赵国，赵王想把他抓起来献给秦国，虞卿與魏齐友好，于是解除相印，与魏齐一同去往魏国，想透过信陵君逃往楚国，但没有成功，魏齐自剄于大梁。

## 延伸阅读
[在维基数据编辑]
 《史記/卷076》，出自司馬遷《史記》